# 薩爾 (乍得)
薩爾（法語：Sarh），原名阿尚博堡（法語：Fort-Archambault），是乍得第三大城市，按人口排名仅次于首都恩賈梅納与蒙杜，是中沙里區的首府，位於恩賈梅納東南方350英里的沙里河畔。该市的主要产业有制糖业与棉花加工业:21。